# Plecopterodes synethes
Plecopterodes synethes là một loài bướm đêm trong họ Noctuidae.